# Jin (Staat)

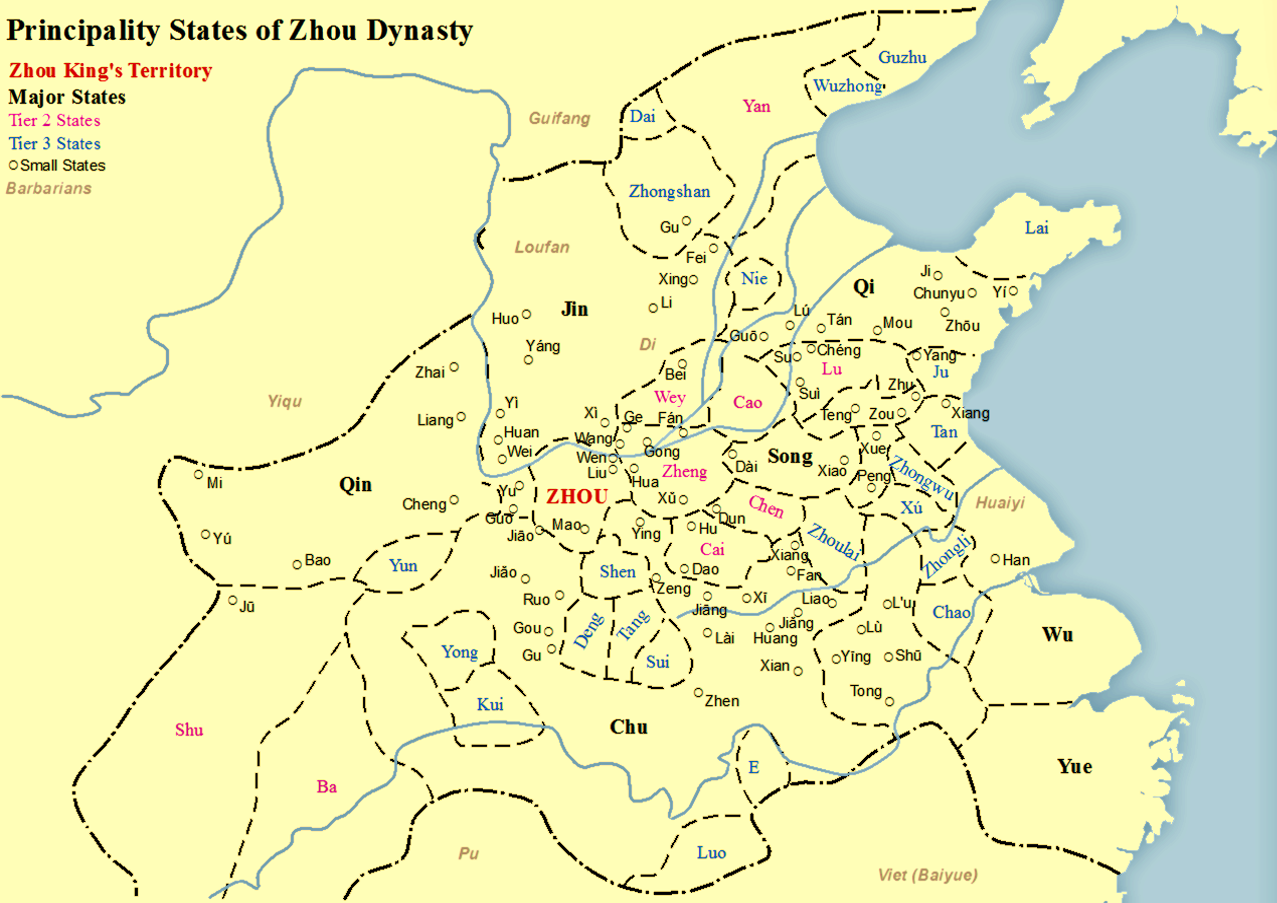
Jin zur Zeit der Östlichen Zhou-Dynastie

Jin (chinesisch 晉 / 晋, Pinyin Jìn, W.-G. Chin) war ein antiker chinesischer Staat vom 11. Jahrhundert v. Chr. bis 453/403 v. Chr. Sein Territorium befand sich auf dem Gebiet der heutigen Provinz Shanxi. Er war in der Zeit der Frühlings- und Herbstannalen einer der mächtigsten Staaten Chinas, wo Herzog Wen von Jin, der den Staat Chu in der Schlacht von Chengpu (632 v. Chr.) besiegt hatte, zum Hegemon ernannt wurde. Am Ende dieser Zeit wurde Jin in drei Staaten aufgeteilt, in die Staaten Han 韩, Wei 魏 und Zhao 赵. Die Teilung von Jin wird bisweilen als das am Anfang stehende Ereignis der Zeit der Streitenden Reiche betrachtet, diese drei neuen Staaten waren die Hauptakteure dieser Zeit geworden. Jin ist die traditionelle Bezeichnung für die Region von Shanxi geblieben. 
Am Ende des 3. Jahrhunderts wurden am Beginn der namensgleichen Jin-Dynastie die Bambusannalen entdeckt, eine Chronik, die unter anderem die Geschichte von Jin seit dem Beginn der Östlichen Zhou-Dynastie (771 v. Chr.) bis zu ihrer Aufteilung berichtet.

## Geschichte
Der Anfänge von Jin gehen bis zur Herrschaft von König Cheng von Zhou (成王 1110 v. Chr. - 1078 v. Chr.) zurück, der seinen Bruder Shuyu (叔虞) mit Tang (唐) in Shanxi belehnte. Der Sohn des letzteren änderte den Namen des Lehens in Jin. Als ein Zweig der königlichen Familie von Zhou hatten die Herrscher von Jin den gleichen Familiennamen wie sie, den Namen Ji (姬). Sie waren Markgraf/Marquis (hou 侯) bis  679 v. Chr., dann Herzog (gong 公). Marquis Wen (文侯) stützte König Ping (平王), den Kanzler der Östlichen Zhou, bei seinem Aufbruch in die neue Hauptstadt Luoyi (洛邑) und wurde damit belohnt.
745 v. Chr. belehnte Markgraf/Marquis Zhao (昭侯) seinen Onkel Chengshi (成師) mit Quwo (曲沃). Dieser Zweig gewann an Bedeutung und Ji Cheng (姬稱), der dritte Erbe des Lehens, wurde vom König von Zhou zum Herzog ernannt (Herzog Wu von Quwo 曲沃武公). Von nun an waren es seine Nachfahren, die Jin regierten. Weil er befürchtete, das Opfer einer Usurpation zu werden, ließ sein Sohn, der Herzog Xian (獻公 675-651 v. Chr.), einen großen Teil seiner Verwandtschaft umbringen und ernannte Mitglieder aus anderen Clans zu Ministern. Er machte Jin so zu dem einzigen Staat, wo der Clan des Herrschers wichtige Posten nicht auf Bestellung erhielt. Jin besiegte unter seiner Herrschaft Geng (耿), Huo (霍), Wei (魏), Yu (虞) und die Barbaren Lirong (驪戎) und Chidi (赤狄). Unter Herzog Wen (文公 636 v. Chr.-628 v. Chr.) schlug Jin den Staat Chu 632 v. Chr. in Chengpu (城濮) und erhielt von König Xiang von Zhou (周襄王) den Titel eines Hegemons (bazhu 霸主). Von nun an wagten es weder der Staat Qin noch der Staat Qi, ihn anzugreifen, aber die Kämpfe mit Chu gingen mit Höhen und Tiefen weiter. 
Unter der Herrschaft von Herzog Ling (靈公 620-607 v. Chr.), verlor der Herzog die wirkliche Kontrolle der Macht an den Minister Zhao Dun (趙盾) und andere mächtige Clans. Trotz des Versuchs von Herzog Li (厲公 580- 573 v. Chr.), sie wiederzuerlangen, dominierten am Ende des 6. Jahrhunderts sieben Familien (shi 氏), die Familien Fan (范氏), Zhongxing (中行氏), Zhi (智氏), Han (韓氏), Zhao (趙氏) und Wei (魏氏). Im Jahr 453 v. Chr. haben die drei letztgenannten die anderen ausgeschaltet. Ihre Oberhäupter Han Qian (韓虔), Zhao Ji (趙籍) und Wei Si (魏斯) wurden vom König von Zhou 403 v. Chr. zum Markgraf/Marquis ernannt. Der letzte Herzog von Jin wurde 349 v. Chr. von den Clans Han und Zhao getötet.

## Hauptstädte
Die Hauptstadt von Jin war zunächst Tang (唐) im heutigen Kreis Yicheng (翼城縣) oder Jin (晉) in Linfen (臨汾). 746 v. Chr. erscheint eine zweite Hauptstadt Quwo (曲沃) im heutigen Kreis Wenxi (聞喜縣). Ein Jahrhundert später ließ sich der Herzog Xian (献公) in  Jiang (絳) im Südosten von Yicheng nieder. Die letzte Hauptstadt war Xintian (新田) in Houma (侯馬) von der Herrschaft des Herzogs Jing (599 -581 v. Chr.) an.